# Joris-Karl Huysmans
Joris-Karl Huysmans, Obl. OSB, nato Charles-Marie-Georges Huysmans ([ɥismɑ̃ːs]; Parigi, 5 febbraio 1848 – Parigi, 12 maggio 1907), è stato uno scrittore, poeta, giornalista, critico letterario e critico d'arte francese, nonché dal 1902 oblato benedettino laico col nome di frère Jean, che influenzò notevolmente lo sviluppo del romanzo decadente e fu con Baudelaire e Gautier il precursore dell'estetismo europeo.

## Biografia
Huysmans è figlio di madre francese e di un miniaturista olandese-fiammingo, Victor Godfried-Jan, ed è proprio per omaggiare le proprie origini olandesi che cambia il suo nome in Joris-Karl. Alla morte del padre, avvenuta nel 1856, Joris-Karl viene trasferito in un collegio; la madre si risposa un anno dopo. Nel 1862 Huysmans si trasferisce a Parigi per studiare al Lycée Saint-Louis, dove si diploma nel 1866. Ottiene un lavoro presso il Ministero degli Interni (da lui sempre definito il «maledetto ufficio»), dove lavorerà tutta la vita. 
Nel 1870, a 22 anni, continua a frequentare prostitute  e lascia l'amante dopo che lei è rimasta incinta. Da allora rimarrà celibe e astinente dal sesso per tutta la vita. In questo periodo è attratto dal pensiero di Schopenhauer che in futuro sostituirà col libro di Giobbe e l'Ecclesiaste, sostenendo che Schopenhauer non offra rimedio, nemmeno coi richiami ai semisconosciuti induismo e buddhismo, come fa invece la Chiesa. Ammira inoltre molto Baudelaire.

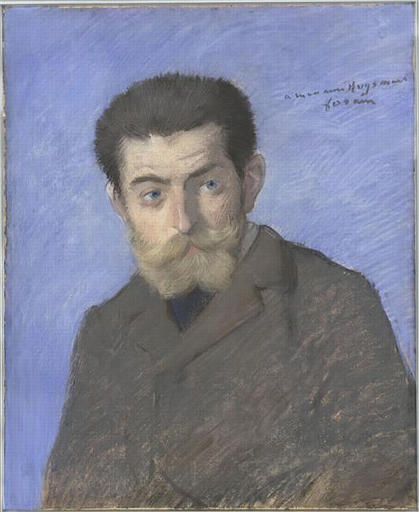
Ritratto di Huysmans a 30 anni, nel 1878

Intanto coltiva la sua passione per l'arte, immaginandosi dandy, svolgendo l'attività di critico per alcune riviste del settore; nel Salon del 1879 definisce “moderno” l'atteggiamento degli impressionisti verso la vita contemporanea. Nel 1876 abbandona gli studi intrapresi in diritto e conosce Émile Zola, con il quale entra subito in sintonia, ed entra a far parte del gruppo di scrittori francesi del quale fanno parte anche Guy de Maupassant, Gustave Flaubert e Edmond de Goncourt. Dopo la pubblicazione de L'Assommoir di Zola, tocca a Huysmans pubblicare il suo racconto Sac au dos, che verrà incluso nel 1880 nella raccolta Les soirées de Médan, manifesto del movimento naturalista.
L'uscita nel 1882 di A vau l'eau (Alla deriva) mostra nella sua produzione il primo distacco dal Naturalismo. La svolta sarà definitiva nel 1884 con la pubblicazione di À rebours (Controcorrente), destinato a sconvolgere una generazione di scrittori (da Oscar Wilde a Gabriele D'Annunzio), allineando il personaggio Jean Floressas Des Esseintes al filone dei protagonisti sconfitti del futuro XX secolo: la sua fuga dalla realtà avviene, infatti, con una ermetica chiusura nell'estetismo, che si rivelerà però una sconfitta nei confronti del tessuto sociale ed umano, e in una nevrosi.

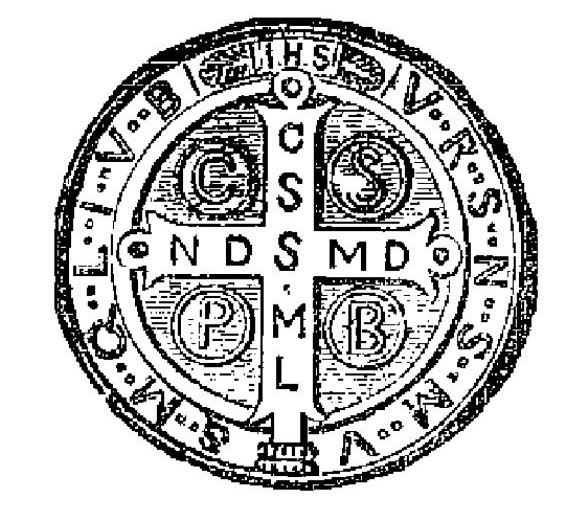
Diritto della Medaglia di san Benedetto, il santo a cui Huysmans fu più devoto, in un disegno del 1895 per la prima edizione de In cammino; tale medaglia è portata dai monaci, dai devoti (come collana) e sull'abito secolare dagli oblati a significare l'appartenenza all'ordine benedettino.

Nel 1890 inizia il suo interessamento per il mondo della magia e del satanismo, che lo porterà a stringere un rapporto con il noto satanista ed ex prete Joseph-Antoine Boullan e a pubblicare nel 1891 Là-bas (L'abisso), romanzo-saggio di indagine sul satanismo nel quale il protagonista indaga sui delitti di Gille de Rais (noto come Barbablù), personaggio accusato di innumerevoli atroci delitti nel cupo Medioevo. Huysmans rivela che il suo scopo era documentarsi per il romanzo, esplorare il male per combatterlo meglio, in particolare si appassiona a de Sade e alla leggenda nera del presunto assassino seriale medievale Gilles de Rais, compagno d'armi di Giovanna d'Arco, nobile impiccato per stupro e omicidio di 300 minorenni.
Amico già dei convertiti decadenti Jules Amédée Barbey d'Aurevilly (che nel finale di Controcorrente intravede la conversione di Huysmans: "dopo un simile libro non resta all'autore che la canna di una pistola o gettarsi ai piedi della croce") e Léon Bloy (grande ammiratore dello stile di Controcorrente), nello stesso anno entra in contatto con l'abbé Mugnier e, dopo un breve periodo di preghiera nell'abbazia d'Igny con i trappisti, nel 1892 abbraccia la fede cattolica, come molti altri decadenti (es. Oscar Wilde, Paul Verlaine, Charles Baudelaire e il modernista Antonio Fogazzaro).

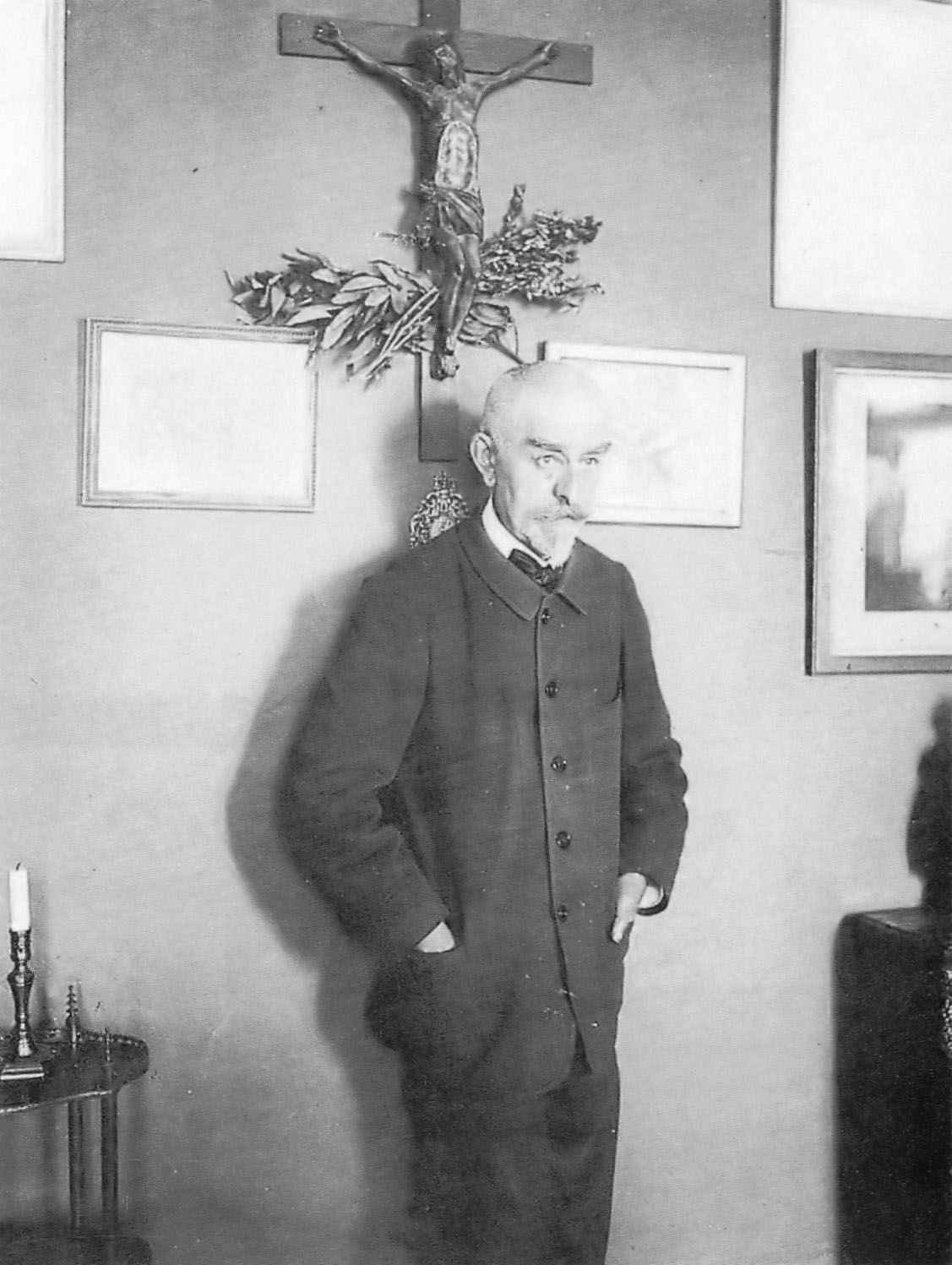
Huysmans fotografato dopo la sua conversione

Vive la sua fede con accenti di forte estetismo, come "una droga" (ammette lui stesso), sostituendo la sensualità estrema di prima con un cristianesimo spirituale ma morboso (definizione di Mario Praz), che non rinuncia comunque al fumo e ai piaceri della tavola. Pubblica allora il suo romanzo En Route (In cammino, 1895), in cui ripercorre il proprio cammino spirituale. Nel 1898 pubblica La Cathédrale, incentrato sulla storia della Cattedrale di Chartres. Nel 1900 viene scelto come presidente della giuria della prima edizione del premio Goncourt.
L'incontro con la fede provoca nell'artista una metamorfosi che investe anche le forme espressive; il linguaggio stesso ne risulta rinnovato come fosse stato immerso in un bagno di purificazione. In Esquisse biographique sur Don Bosco del 1901 (Schizzo biografico su don Bosco) non c'è più nessuna traccia dell'ossessivo estetismo che marcava le opere di Huysmans, il linguaggio è spoglio, elementare, dimesso, eppur sempre raffinato. Ma anche con questa essenzialità di mezzi l'autore riesce a comunicare intensamente la sua ammirata "passione" per il personaggio di cui disegna la biografia e a definirne con mirabile acutezza la peculiarità essenziale: don Bosco "fu socio in affari del Buon Dio... associava una fede inossidabile a una sagacia amministrativa sconcertante: sapeva fondere Colbert con san Francesco di Sales".

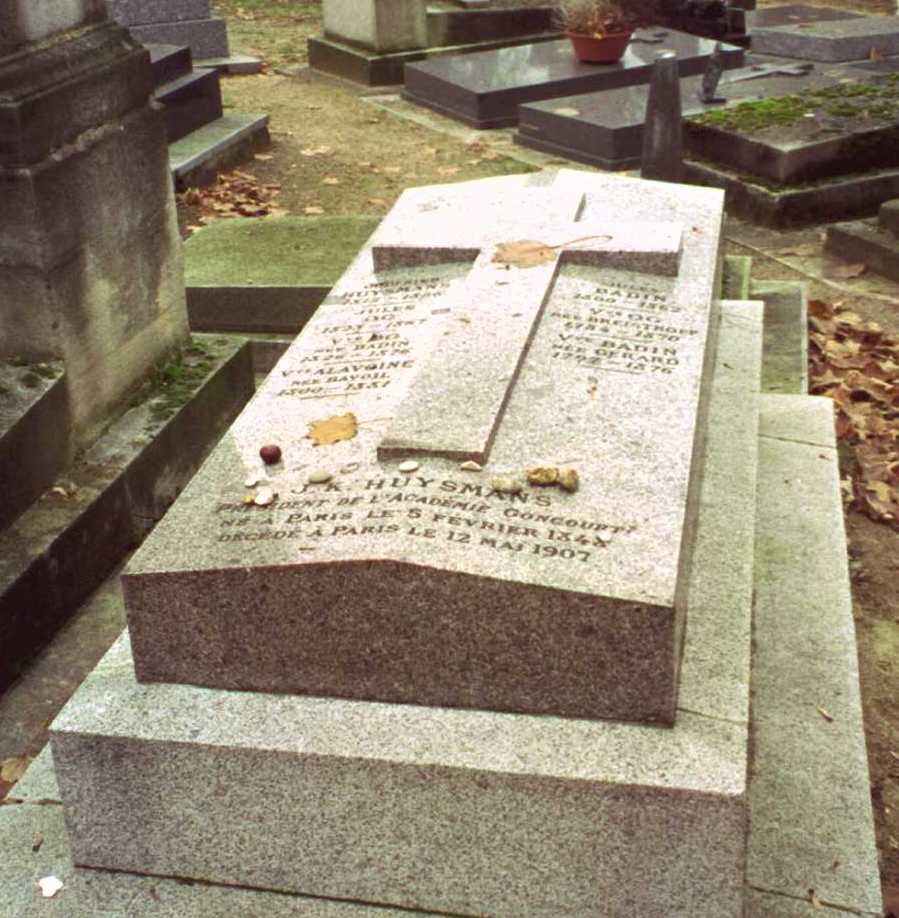
Sepoltura di Huysmans

Acuto osservatore dei fenomeni artistici e culturali della sua epoca, Huysmans è anche autore di due saggi di storia dell'arte: Certains (Taluni), una serie di biografie di artisti suoi contemporanei (Claude Monet, Edgar Degas, Odilon Redon e altri) viste dall'occhio dello scrittore francese, e il saggio Dall'impressionismo al simbolismo. Entrambi saranno successivamente ritenuti dalla critica tra i più importanti saggi scritti sull'argomento.
Nel 1902, mantenendo un voto del 1900, si fa oblato benedettino regolare laico, ossia persona che può risiedere presso il monastero e segue la regola benedettina al suo interno, ma non è monaco e non segue obbligatoriamente, quando si trova all'esterno, i voti monastici di povertà, castità e obbedienza; assume il nome di fra' Giovanni ("frère Jean", dal nome del personaggio di A ritroso Jean Floressas des Esseintes). Rompe definitivamente con Zola, che morirà sempre nel 1902, ma che egli ricorda con affetto nella nuova prefazione di Controcorrente (1904). Wilde, altro scrittore ammiratore di Huysmans era morto a Parigi nel 1900, ma non si incontrarono mai.
Nel 1903 pubblica L'Oblato, autobiografia della vita da benedettino che riprende il vecchio stile estetista su sfondo religioso.
Joris-Karl Huysmans muore nel 1907 a 59 anni a Parigi per un cancro alla gola che da anni lo opprimeva, mentre recita faticosamente la preghiera dei moribondi.
Il cammino di Huysmans è quello di un uomo che ha attraversato tutta la crisi, umana e culturale, della modernità, e ha ritrovato al fondo della miseria una ragione per sperare, senza nulla rinnegare del dramma della vita.
Il protagonista di “Sottomissione”, il romanzo di Houellebecq che dipinge un fosco tramonto dell’Europa, è uno studioso di Huysmans.

## Opere
Romanzi e racconti
- Marthe, histoire d'une fille (Marta, storia di una ragazza), 1876
- Sac au dos (Zaino sulle spalle), 1877
- Les soeurs Vatard (Le sorelle Vatard), 1879
- En ménage (In famiglia), 1881
- A vau-l'eau (Alla deriva), 1882
- À rebours (Controcorrente), 1884
- Un dilemme (Un dilemma), 1884
- En rade (In panne), 1887
- Là-bas (L'abisso), 1891
- En route (Per strada), 1895
- La Cathédrale (La Cattedrale), 1898
- L'Oblat (L'Oblato), 1903
- Les foules de Lourdes (Le folle di Lourdes), 1906

Poemetti in prosa
- Le drageoir aux épices (Il cofanetto delle spezie), 1874
- Croquis parisiens (Schizzi parigini), 1880, illustrati da Jean-Louis Forain

Scritti agiografici

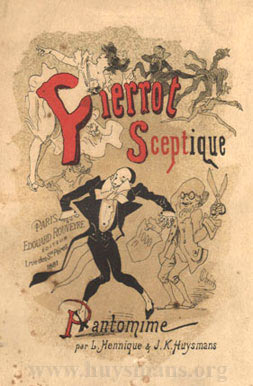
Locandina di una pantomima scritta da Huysmans e Léon Hennique

- Sainte Lydwine de Schiedam (Santa Lydwine di Schiedam), 1901
- Esquisse biographique sur Don Bosco (trad. it. Schizzo biografico su don Bosco, Liberilibri, Macerata, 2005)

Saggi
- L'art moderne (L'arte moderna), 1883
- Certains (Taluni), 1889
- Trois Primitifs (Tre Primitivi), 1904